# 王聖 (漢朝)
王聖（？年—？年），漢安帝乳母，東漢野王君。

## 生平
漢安帝年幼時很聰明，鄧太后打算他立為皇帝。但長大以後，卻有許多不好的行為，漸漸不符合鄧太后的心意，王聖瞭解這個情況。鄧太后曾召見濟北王和河間王的兒子們來京城，河間王的兒子劉翼相貌堂堂，於是封他做平原懷王的繼承人留在京城，王聖見鄧太后還沒打算歸還政權，擔心漢安帝會被廢黜，所以經常和李閏、江京在漢安帝旁詆毀鄧太后。
建光元年（121年），鄧太后去世，王聖與中常侍江京等人誣陷鄧騭兄弟和劉翼圖謀不軌，打算謀取帝位，劉翼被貶為都鄉侯，遣歸河間。王聖和王聖的女兒伯榮在宮廷內外活動，奢侈又暴虐。伯榮方便進出皇宮，大肆受賄。楊震上書進諫，奏書呈上後，漢安帝讓王聖等人傳閱，王聖他們都感到惱怒。
延光二年（123年）四月二十日，王聖被封為野王君。
延光三年（124年），王聖、江京、樊豐等人詆毀太子劉保的乳母王男和廚監邴吉等人。王男和邴吉下獄囚死，家屬都遭流放到比景縣。劉保思念王男和邴吉，經常嘆息，王聖等人為杜絕後患共同構陷太子，劉保因此被廢為濟陰王。
延光四年（125年），閻顯憂慮大將軍耿寶地位崇高權重，於是讓官吏彈劾耿寶和他的同黨王聖等人，王聖母女因此被流放到雁門。

## 評價
- 楊震：阿母王聖，出自賤微，得遭千載，奉養聖躬，雖有推燥居濕之勤，前後賞惠，過報勞苦，而無厭之心不知紀極，外交屬托，擾亂天下，損辱清朝，塵點日月。《資治通鑑·卷五十》
- 左雄：百姓深懲王聖傾覆之禍，民萌之命危於累卵，常懼時世復有此類，怵惕之念未離於心，恐懼之言未絕乎口。《資治通鑑·卷五十一》